# Чемпіонат світу з біатлону 2017
52-й чемпіонат світу з біатлону проходив у австрійському Гохфільцені з 8 по 19 лютого 2017 року. 
До програми чемпіонату входило 11 змагань із окремих дисциплін: спринту, гонки переслідування, індивідуальної гонки, мас-старту та естафет — жіночої, чоловічої і змішаної.

## Вибори місця проведення
Місце проведення Чемпіонату світу з біатлону 2017 було визначено 2 вересня 2012 року на 10 Черговому Конгресі IBU в Мерано, Італія. Претендентами на проведення світової першості були Гохфільцен та Естерсунд. В результаті голосування з перевагою в 7 голосів (27 проти 20) право організовувати чемпіонат світу отримав Гохфільцен.

## Медалісти та призери

### Чоловіки
| Гонка:                              | Золото:                                                         | Час                                           | Срібло:                                                                | Час                                                       | Бронза:                                                                | Час                                                       |
| Індивідуальна гонка, 20 км Протокол | Ловелл Бейлі США                                                | 48:07.4 (0+0+0+0)                             | Ондржей Моравець Чехія                                                 | 48:10.7 (0+0+0+0)                                         | Мартен Фуркад Франція                                                  | 48:28.6 (1+0+1+0)                                         |
| Спринт 10 км Протокол               | Бенедикт Долль Німеччина                                        | 23:27.4 (0+0)                                 | Йоганнес Бо Норвегія                                                   | 23:28.1 (0+0)                                             | Мартен Фуркад Франція                                                  | 23:50.5 (1+1)                                             |
| Персьют 12,5 км Протокол            | Мартен Фуркад Франція                                           | 30:16.9 (0+0+0+1)                             | Йоганнес Бо Норвегія                                                   | 23:39.7 (1+1+1+0)                                         | Уле-Ейнар Б'єрндален Норвегія                                          | 23:42.5 (0+0+0+1)                                         |
| Мас-старт 15 км Протокол            | Зімон Шемпп Німеччина                                           | 35:38.3 (0+0+0+0)                             | Йоганнес Бо Норвегія                                                   | 35:47.3 (0+0+0+1)                                         | Зімон Едер Австрія                                                     | 35:48.4 (0+0+0+0)                                         |
| Естафета 4 x 7,5 км                 | Росія Олексій Волков Максим Цвєтков Антон Бабіков Антон Шипулін | 1:14:15.0 (0+1) (0+1) (0+0) (0+0) (0+0) (0+1) | Франція Жан Ґійом Беатрікс Кантен Фійон Майє Сімон Детьє Мартен Фуркад | 1:14:20.8 (0+0) (0+0) (0+1) (0+0) (0+3) (0+0) (0+0) (0+0) | Австрія Даніель Мезотіч Юліан Ебергард Зімон Едер Домінік Ландертінгер | 1:14:35.1 (0+0) (0+1) (0+2) (0+2) (0+1) (0+2) (0+1) (0+1) |

### Жінки
| Гонка:                     | Золото:                                                                       | Час                                                       | Срібло:                                                                | Час                                                       | Бронза:                                                         | Час                                                       |
| Індивідуальна 15 км        | Лаура Дальмаєр Німеччина                                                      | 41:30.1 (1+0+0+0)                                         | Габріела Коукалова Чехія                                               | 41:54.8 (1+0+0+0)                                         | Алексія Рунггальдьєр Італія                                     | 43:15.7 (0+0+0+0)                                         |
| Спринт 7,5 км              | Габріела Коукалова Чехія                                                      | 19:12.6 (0+0)                                             | Лаура Дальмаєр Німеччина                                               | 19:16.6 (0+0)                                             | Анаїс Шевальє Франція                                           | 19:37.7 (0+0)                                             |
| Персьют 10 км Протокол     | Лаура Дальмаєр Німеччина                                                      | 28:02.3 (1+0+0+0)                                         | Дарія Домрачева Білорусь                                               | 28:13.9 (0+0+0+0)                                         | Габріела Коукалова Чехія                                        | 28:18.9 (2+0+1+0)                                         |
| Мас-старт 12,5 км Протокол | Лаура Дальмаєр Німеччина                                                      | 33:13.8 (0+0+0+0)                                         | Сюзан Данклі США                                                       | 33:18.4 (0+0+0+0)                                         | Кайса Мякяряйнен Фінляндія                                      | 33:33.9 (1+0+0+0)                                         |
| Естафета 4 x 6 км Протокол | Німеччина Ванесса Гінц Марен Гаммершмідт Франциска Гільдебранд Лаура Дальмаєр | 1:11:16.6 (0+0) (0+2) (0+1) (0+3) (0+0) (0+0) (0+1) (0+2) | Україна Ірина Варвинець Юлія Джима Анастасія Меркушина Олена Підгрушна | 1:11:23.0 (0+0) (0+1) (0+1) (0+1) (0+1) (0+0) (0+0) (0+0) | Франція Анаїс Шевальє Селія Емоньє Жустін Бреза Марі Дорен-Абер | 1:11:24.7 (0+0) (0+1) (0+0) (0+3) (0+3) (0+0) (0+0) (0+0) |

### Змішана естафета
| Гонка:                                 | Золото:                                                        | Час                                                       | Срібло:                                                               | Час                                           | Бронза:                                                                | Час                                                       |
| Змішана естафета 2 x 6 км + 2 x 7,5 км | Німеччина Ванесса Гінц Лаура Дальмаєр Арнд Пайффер Зімон Шемпп | 1:09:06.4 (0+0) (0+2) (0+2) (0+2) (0+0) (0+0) (0+0) (0+1) | Франція Анаїс Шевальє Марі Дорен-Абер Кентен Фійон Майє Мартен Фуркад | 1:09:08.6 (0+0) (0+2) (0+1) (1+3) (0+0) (0+0) | Росія Ольга Подчуфарова Тетяна Акімова Олександр Логінов Антон Шипулін | 1:09:09.6 (0+0) (0+0) (0+1) (0+0) (0+0) (0+3) (0+0) (0+0) |

## Медальний залік
| Місце  | Країна    |    |    |    | Всього |
| ------ | --------- | -- | -- | -- | ------ |
| 1      | Німеччина | 7  | 1  | 0  | 8      |
| 2      | Чехія     | 1  | 2  | 1  | 4      |
| 3      | Франція   | 1  | 2  | 4  | 7      |
| 4      | США       | 1  | 1  | 0  | 2      |
| 5      | Росія     | 1  | 0  | 1  | 2      |
| 6      | Норвегія  | 0  | 3  | 1  | 4      |
| 7      | Білорусь  | 0  | 1  | 0  | 1      |
| 8      | Україна   | 0  | 1  | 0  | 1      |
| 9      | Австрія   | 0  | 0  | 2  | 2      |
| 10     | Італія    | 0  | 0  | 1  | 1      |
| 11     | Фінляндія | 0  | 0  | 1  | 1      |
| Усього | Усього    | 11 | 11 | 11 | 33     |

| Місце | Спортсмен          |   |   |   | Всього |
| ----- | ------------------ | - | - | - | ------ |
| 1     | Лаура Дальмаєр     | 5 | 1 | 0 | 6      |
| 2     | Ванесса Гінц       | 2 | 0 | 0 | 2      |
| 3     | Зімон Шемпп        | 2 | 0 | 0 | 2      |
| 4     | Мартен Фуркад      | 1 | 2 | 2 | 5      |
| 5     | Габріела Коукалова | 1 | 1 | 1 | 3      |
| 6     | Антон Шипулін      | 1 | 0 | 1 | 2      |